# São Léo Open 2022
Il São Léo Open 2022 è stato un torneo maschile tennis professionistico. È stata la 3ª edizione del torneo, facente parte della categoria Challenger 80 nell'ambito dell'ATP Challenger Tour 2022, con un montepremi di 53 120 $. Si è svolto dal 14 al 20 novembre 2022 sui campi in terra rossa del São Leopoldo Tênis Clube di São Leopoldo, in Brasile.

## Partecipanti

### Teste di serie
| Nazionalità | Giocatore                    | Ranking* | Testa di serie |
| ----------- | ---------------------------- | -------- | -------------- |
| Argentina   | Facundo Bagnis               | 103      | 1              |
| Perù        | Juan Pablo Varillas          | 116      | 2              |
| Italia      | Franco Agamenone             | 154      | 3              |
| Brasile     | Felipe Meligeni Alves        | 164      | 4              |
| Argentina   | Renzo Olivo                  | 186      | 5              |
| Argentina   | Facundo Díaz Acosta          | 188      | 6              |
| Brasile     | Matheus Pucinelli de Almeida | 199      | 7              |
| Portogallo  | Gastão Elias                 | 214      | 8              |

* Ranking al 7 novembre 2022.

### Altri partecipanti
I seguenti giocatori hanno ricevuto una wild card per il tabellone principale:
- João Fonseca
- Gustavo Heide
- Matheus Pucinelli de Almeida

I seguenti giocatori sono entrati in tabellone come alternate:
- João Lucas Reis da Silva
- Thiago Seyboth Wild

I seguenti giocatori sono passati dalle qualificazioni:
- Max Houkes
- Leo Borg
- Damian Wenger
- Juan Pablo Paz
- Wilson Leite
- Mateus Alves

Il seguente giocatore è entrato in tabellone come lucky loser:
- Eduardo Ribeiro

## Campioni

### Singolare
Juan Pablo Varillas ha sconfitto in finale  Facundo Bagnis con il punteggio di 7–6(5), 4–6, 6–4.

### Doppio
Guido Andreozzi /  Guillermo Durán hanno sconfitto in finale  Felipe Meligeni Alves /  João Lucas Reis da Silva con il punteggio di 5–1 rit.